# Макраме

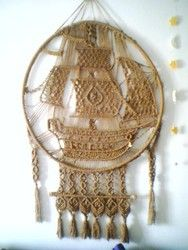
Декоративне панно «Вітрильник»

Макраме́ (через фр. macramé від араб. مقرمة, міграма — «тасма, бахрома, мереживо») — відома з давнини техніка вузлового плетіння.

## Історія
Сучасна назва походить від арабського migramah. Ймовірно, що техніка якось пов'язана із технікою створення тканин без використання ткацького верстата.
Техніка вузлового плетіння відома з надзвичайно далеких часів, що довели археологічні розкопки і знахідки вузлового плетіння ще на первісних інструментах прадавніх людей.
Техніку вузлового плетіння використовували вже у Стародавніх Вавилоні, Ассирії та Єгипті, Стародавній Греції, Персії, Китаї. Своєрідна техніка вузлового плетіння була у Стародавньому Перу.
З часом кількість створення вузлів збільшилась, зросли як їх декоративність, складність, так і привабливість. Вузли отримали розповсюдження у рибалок і моряків, де були особливі вимоги до міцності мотузок і канатів, їх надійності в екстремальних умовах буревіїв і штормів.
Вузол «подвійний плаский» мав поширення у Стародавній Греції, де мав назву «геркулесів вузол». Він перейшов навіть у ювелірні вироби.

## Макраме в 19 столітті
Як техніка макраме отримало чимале поширення у XIX ст. У вікторіанську добу в техніці макраме виготовляли штори на вікна, скатертини, покривала. В техніці макраме виготовляли гамаки. Зрозуміло, що користувачами макраме були небагаті верстви населення. Саме на них, близьких до ремісників, було розраховане і видання 1882 року «Мереживо макраме». Промислова революція у ткацтві викинула на ринки велику кількість нових тканин, а про яскравість кольорів подбали хіміки-промисловики. Це надто зменшило цікавість до макраме і воно майже вийшло з моди.

## 20 століття і розквіт дизайнерських рішень
Нова хвиля зацікавленості у макраме припала на 1970-і роки. Тоді знову почали виготовляти плетені смуги з макраме, дешеві панно на стіни замість дорогих килимів, гамаки для відпочинку за містом, кошики і жіночі сумки, навіть одяг і невеликі гобелени. Комбінації різних вузлів надають можливість у спрощених варіантах створювати ткані образи птахів, тварин, вітрильників, іноді споруд.

## Матеріали

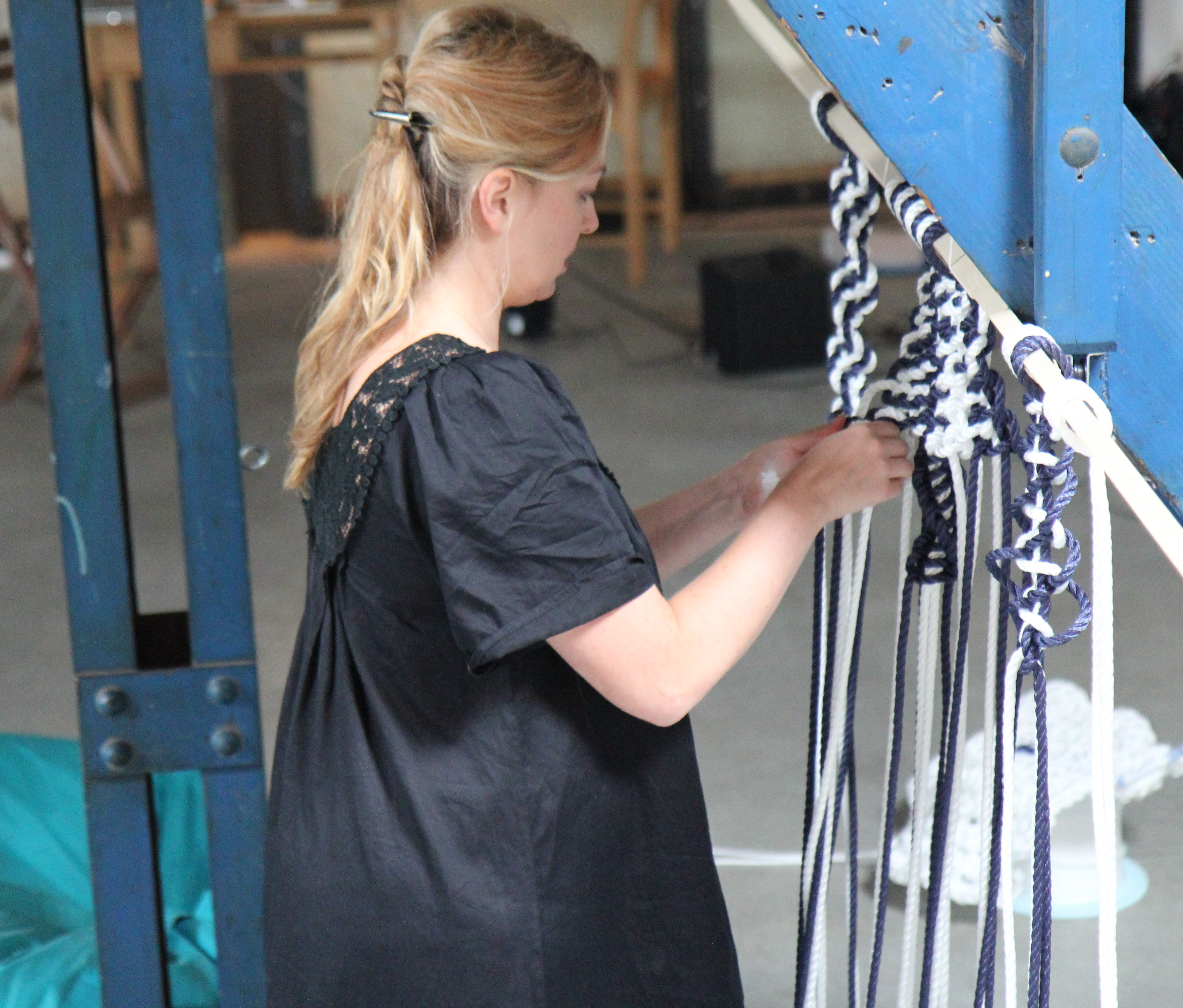

Привабливість макраме — у використанні будь-яких дешевих матеріалів (ниток домашнього приготування, натуральних або штучно пофарбованих, гнучкого металевого дроту, тонкого дроту у кольоровому ізоляційному шарі, мотузок різної товщини, ниток промислового виробництва будь-якого кольору). Додача намистин, часто нефарбованих, дерев'яних, скляних, кам'яних, збільшила декоративні можливості макраме. Декоративні якості макраме помітно збільшують кольорові камінці, висушені плоди і гарбузи, оброблені і необроблені гілочки, навіть дрібні керамічні вироби тощо. Вони легко утримуються міцними вузлами.
При створенні макраме використовують як примітивні пристрої (струбцини, металеві кола для панно чи для абажура) або ніяких пристроїв. Достатньо малого металевого гака (для накидання первісної петлі) або струбцини для укріплення на столі.

## Макраме кавандолі

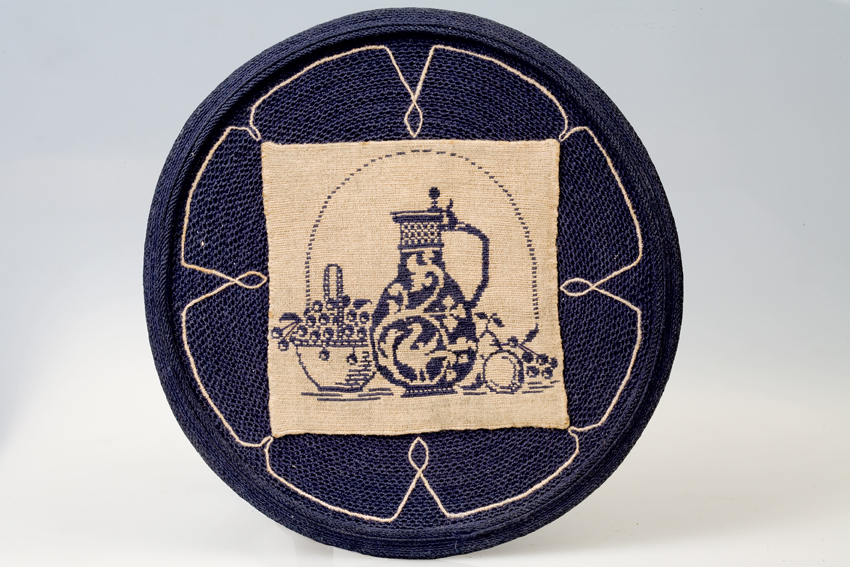
Зразок макраме у техніці кавандолі «Осінній сюжет».

Щось спільне з гобеленовим ткацтвом і працею гачком має техніка кавандолі. Його іноді називають також «гобеленовим макраме». Це назва за автором-жінкою, що розробила цю технологію. Валентина Кавандолі мешкала у місті Турин в 15 столітті. В місті створили школу для дівчаток «Будинок сонця», де вона була вихователькою. Кавандолі навчала школярок плести кошики і гаманці. Для виробів використовували сировину у два і більше кольорів. Чим менша товщина нитки, тим краще виглядає виріб у техніці кавандолі. Виріб кавандолі зберіг здатність комбінування із малими вишивками чи з додатковим декором нитками іншого кольору.

## Галерея обраних фото

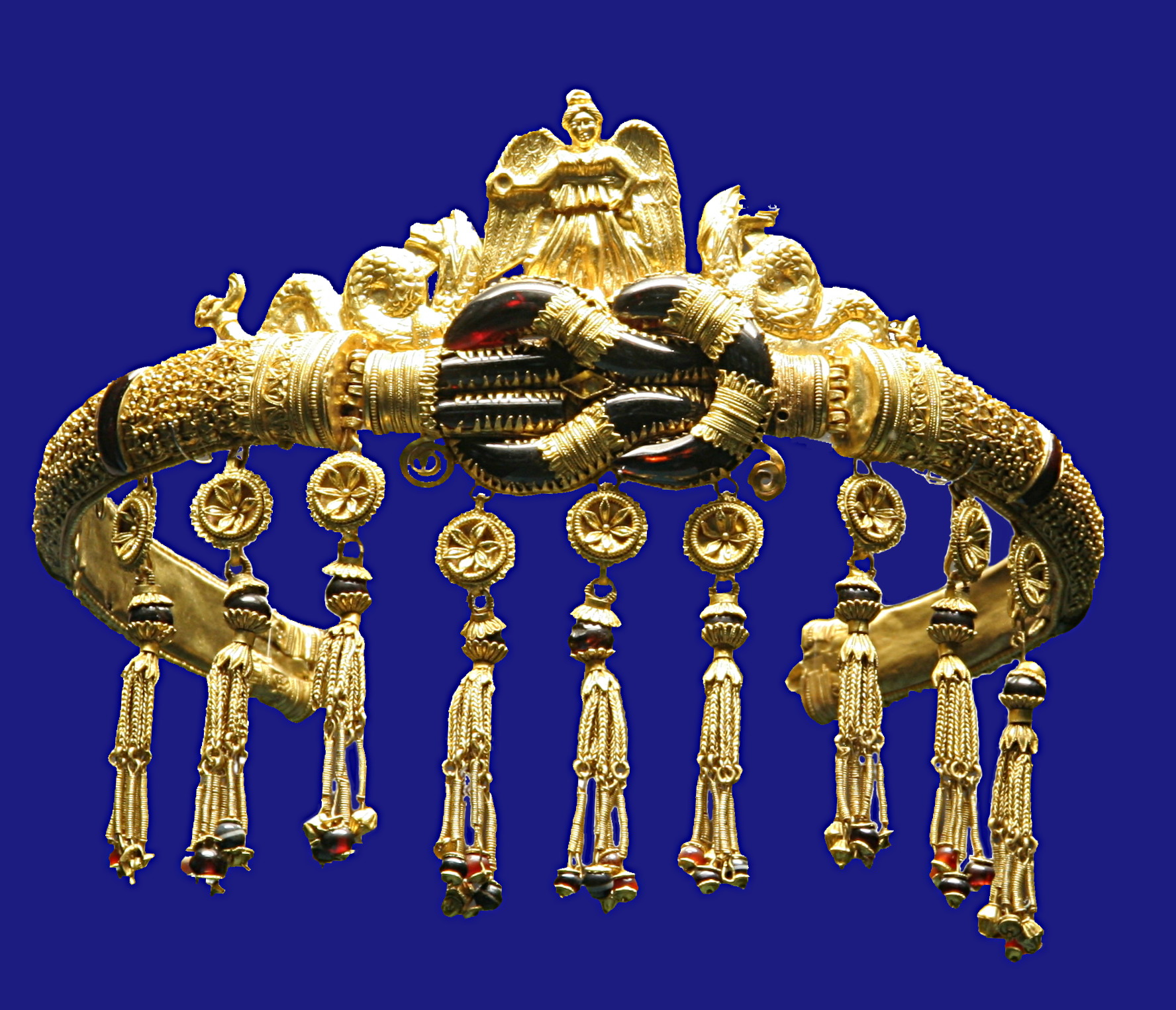
Стародавня Греція. Антична прикраса з використанням Геркулесова вузла (знайдена на півдні сучасної України), 4 ст. до н. е.Державне античне зібрання, Мюнхен.

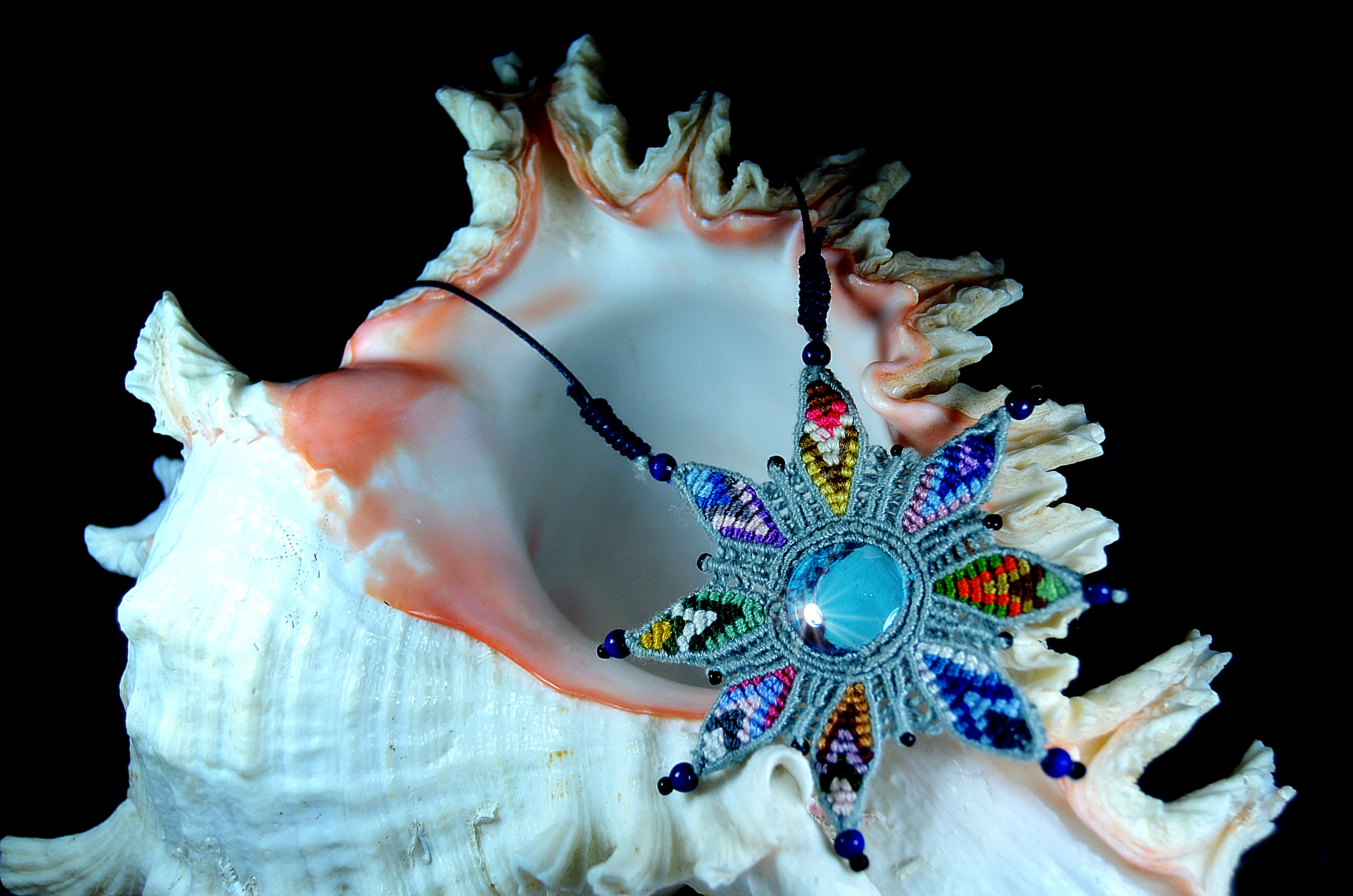
Декоративна зірка макраме з використанням намистин) на морській мушлі

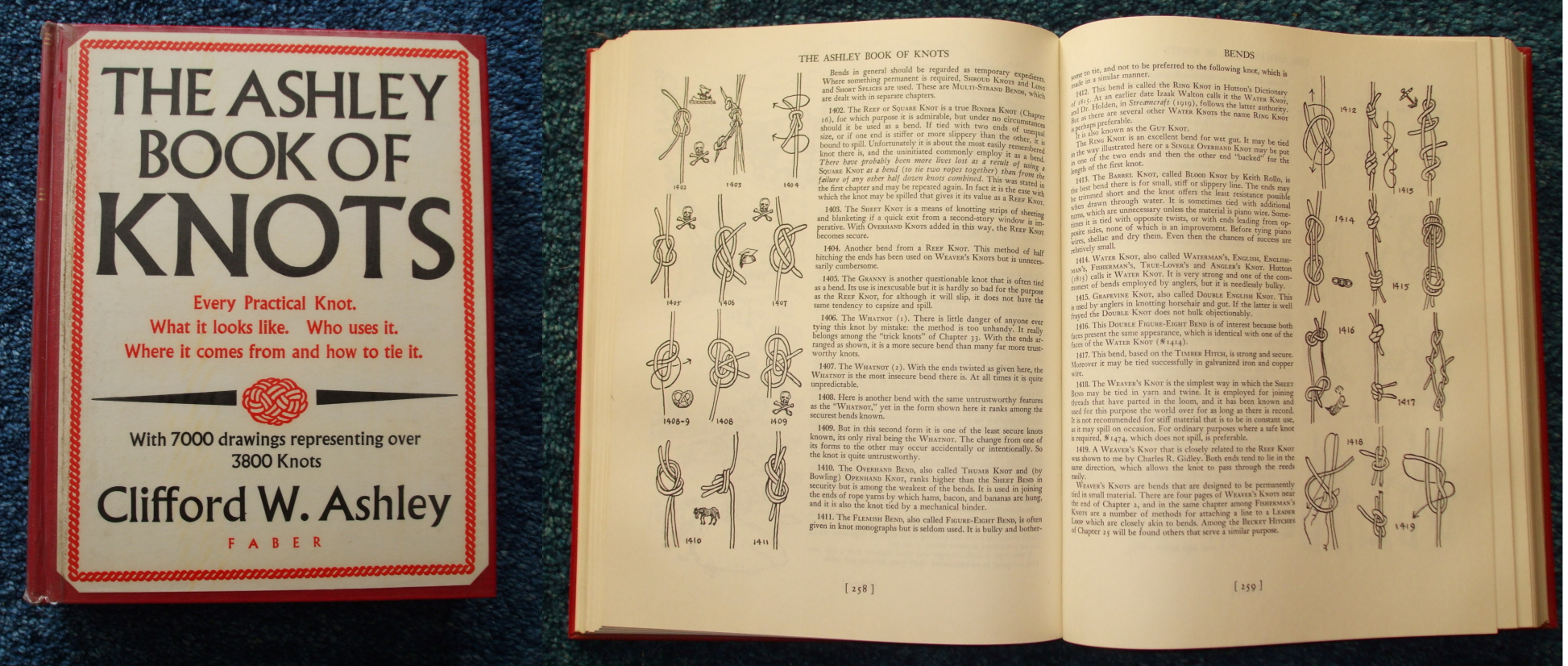
Книга вузлів
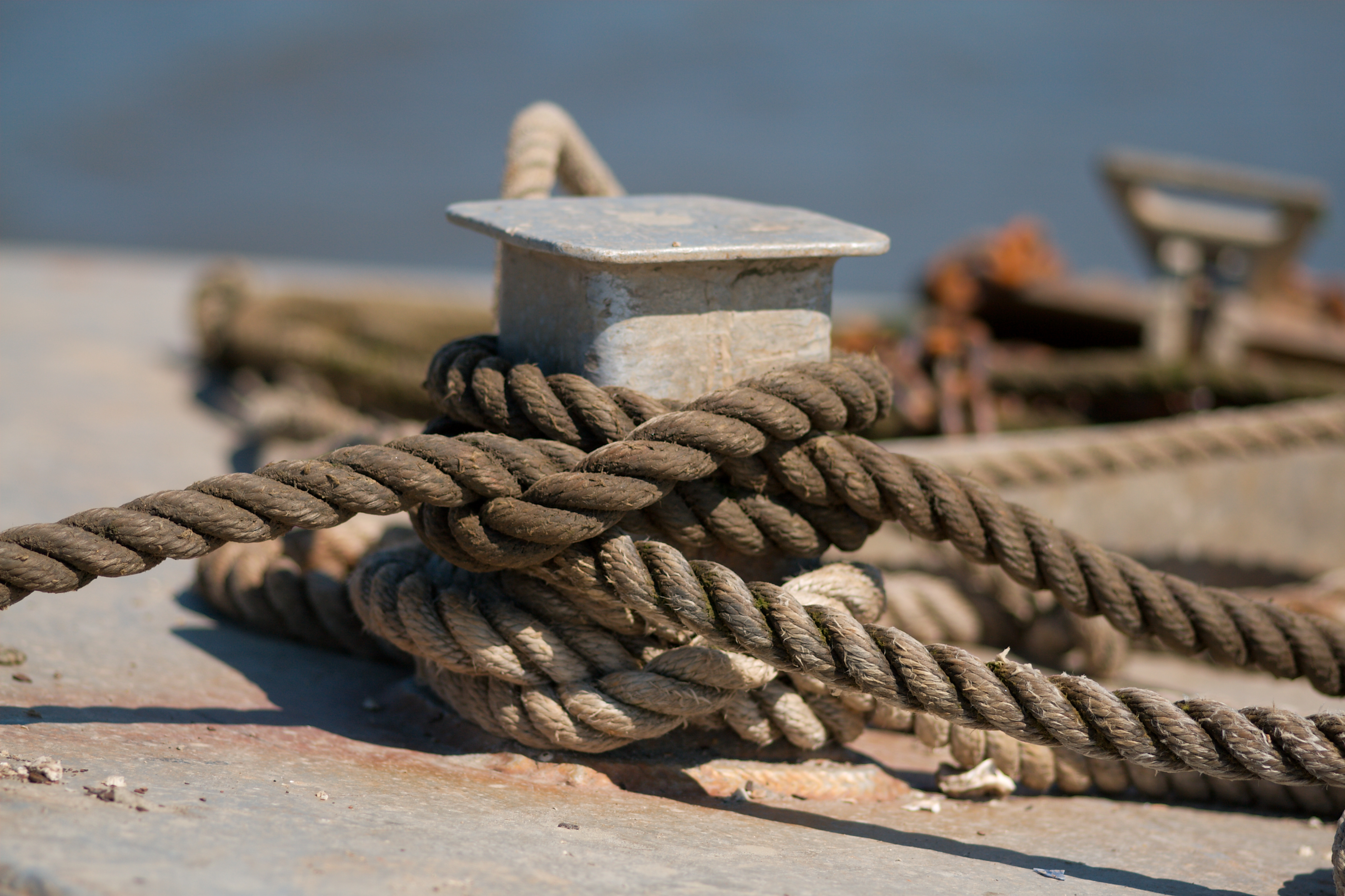
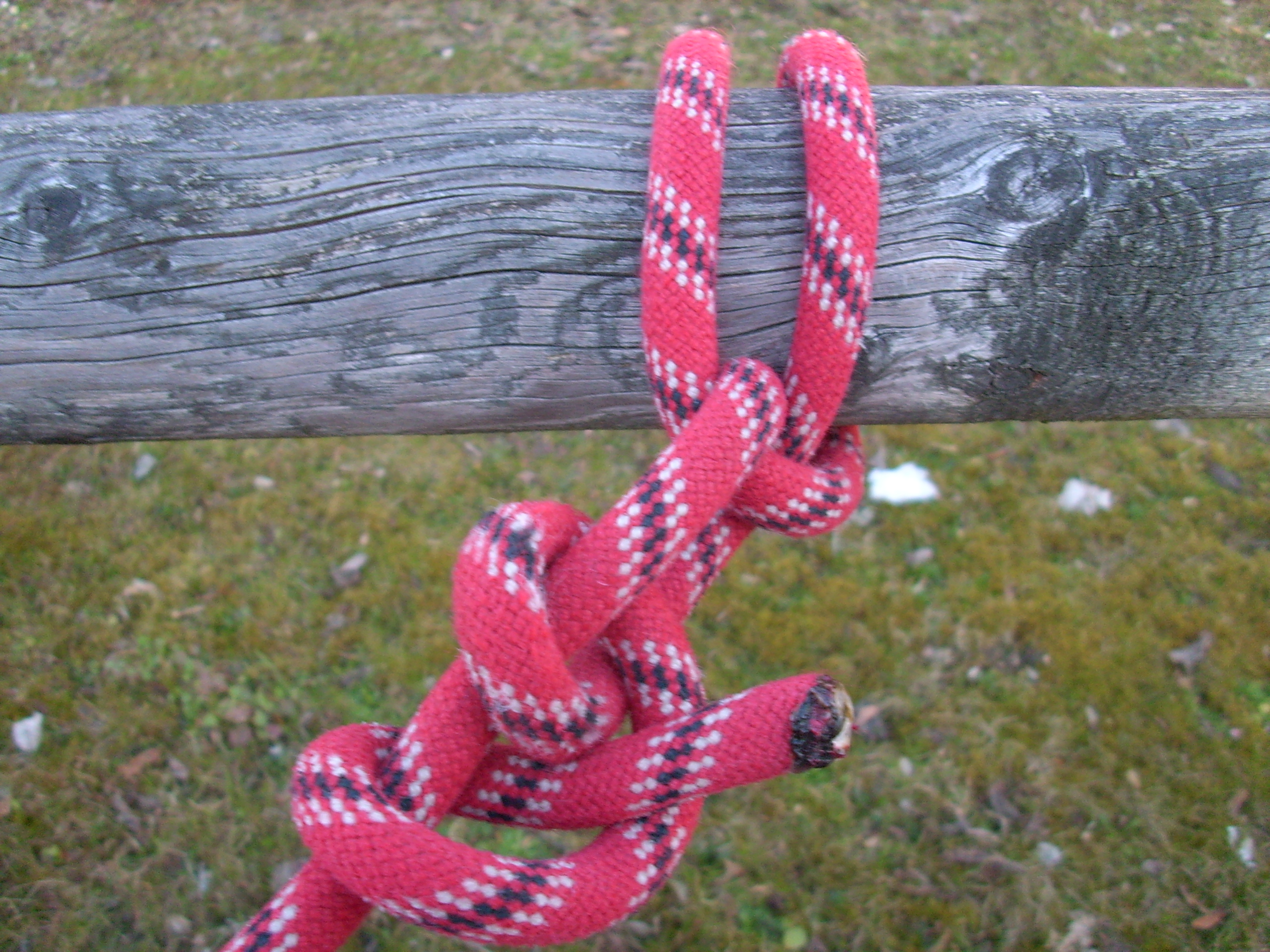
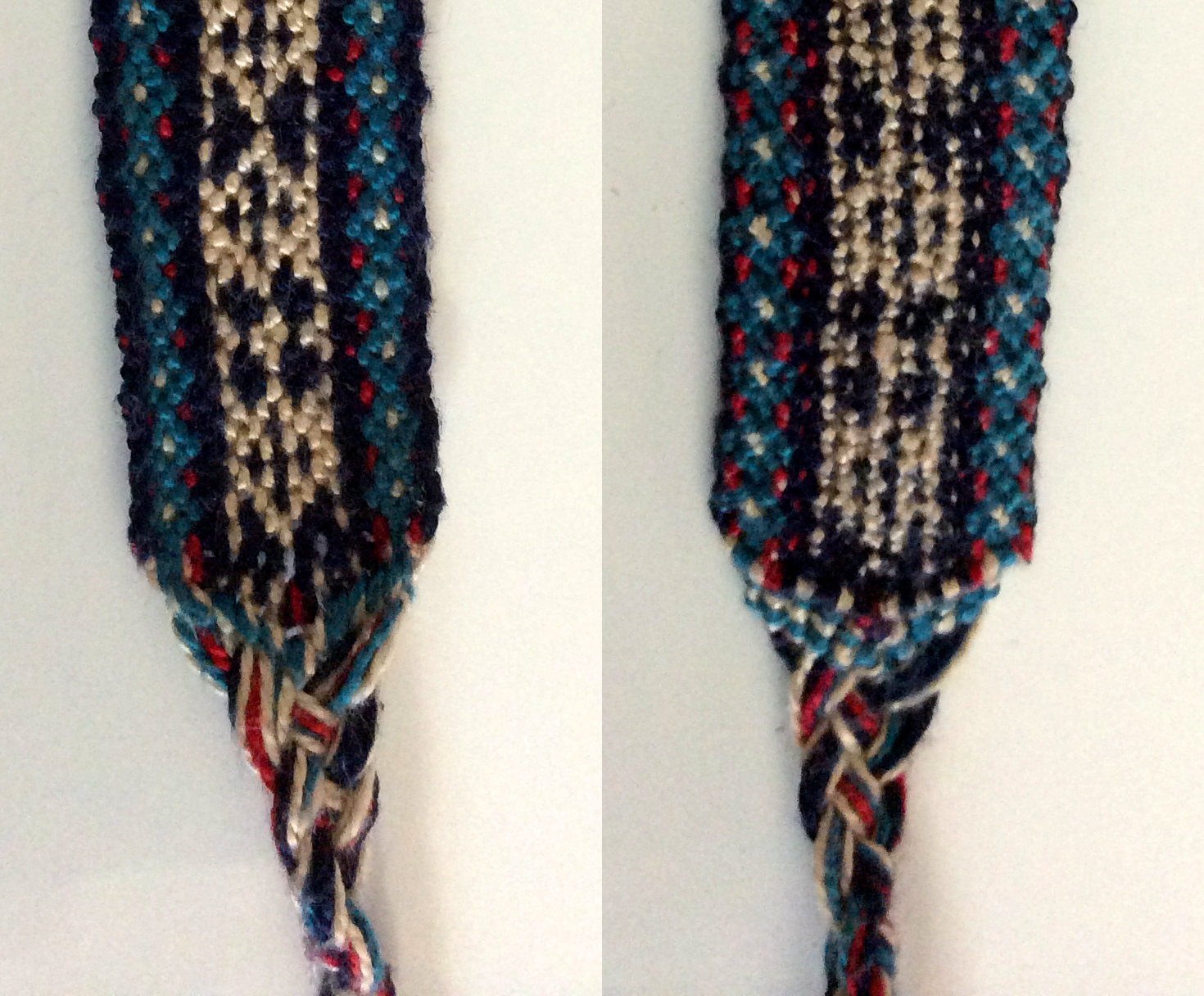
Макраме з кольорових ниток (текстильний браслет)
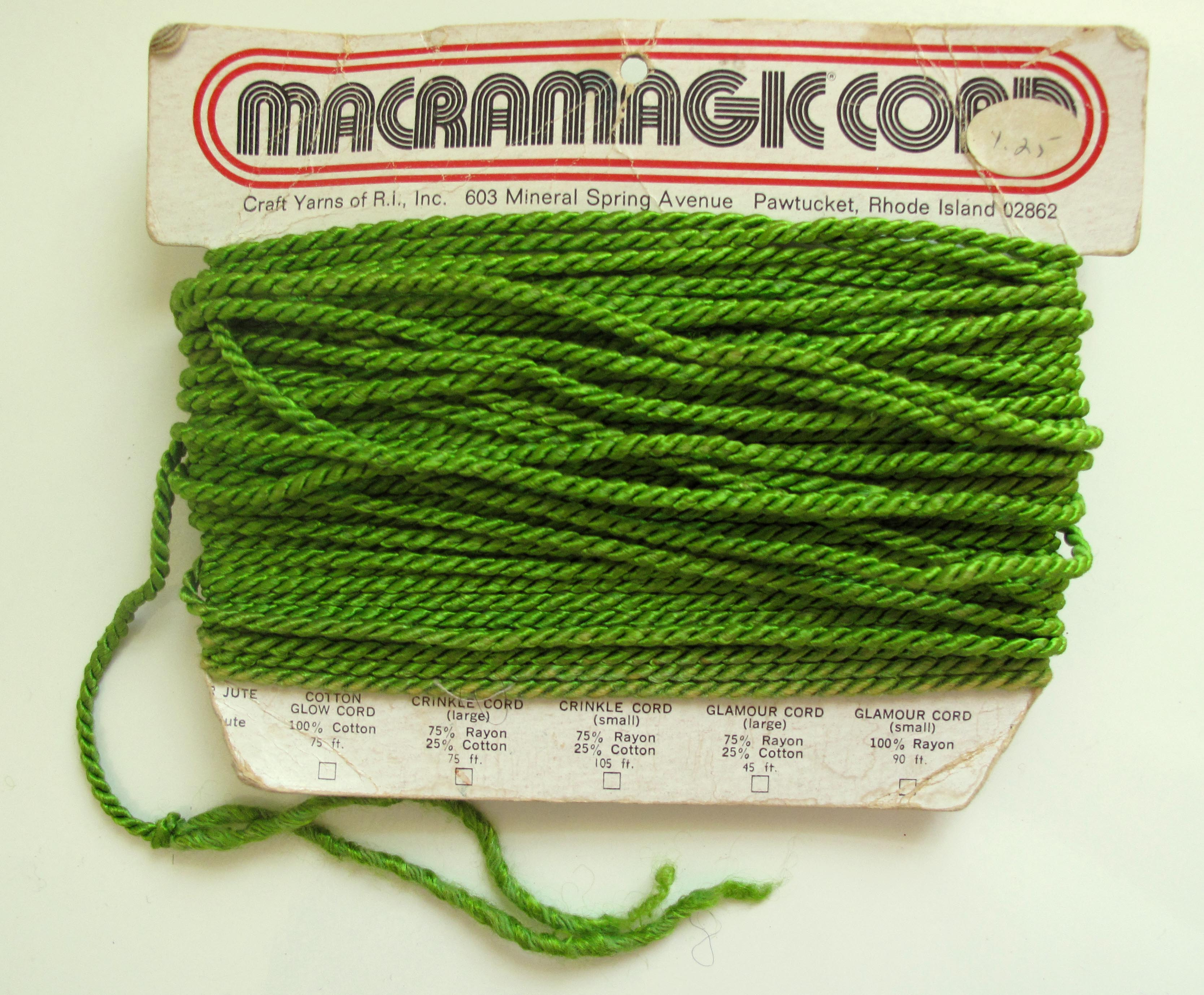
Кольорова зелена мотузка для макраме
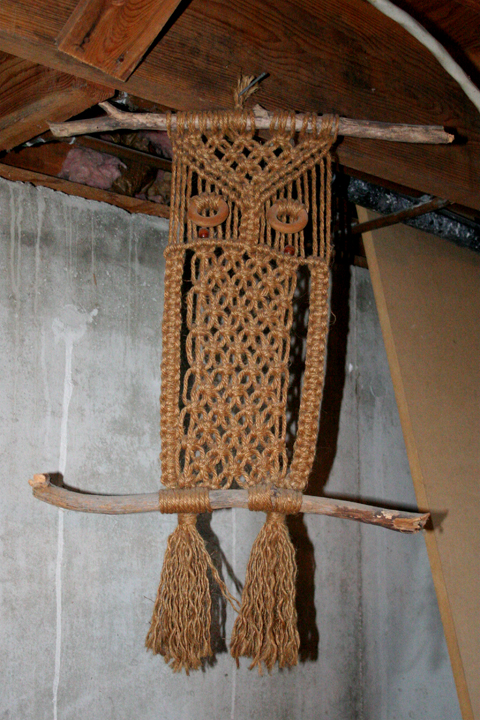
Схематичне зображення сови (макраме з одноманітних ниток і необроблених гілок)
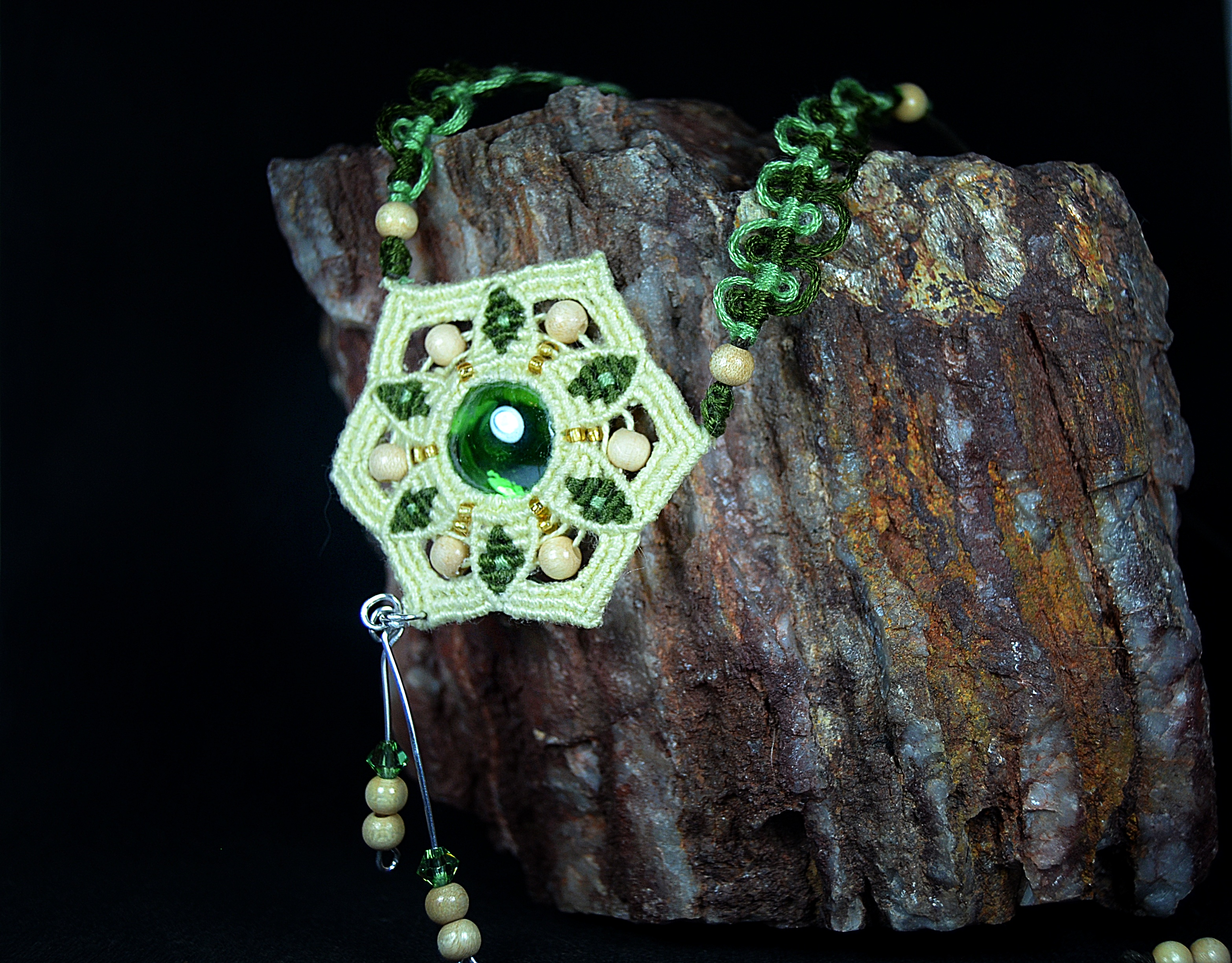
Макраме з кольорових ниток і дешевих намистин
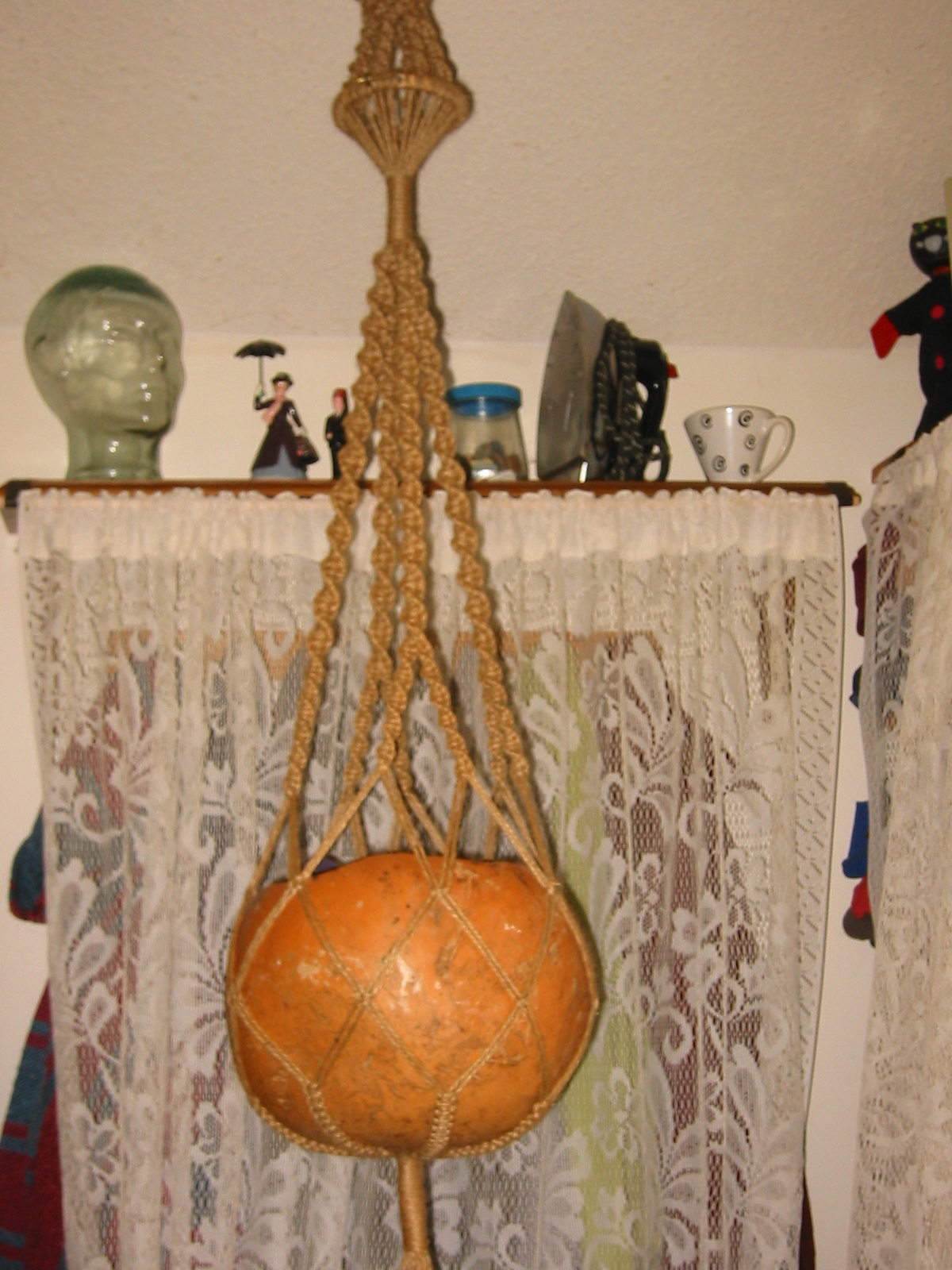